# Trockenschlempe
Trockenschlempe (Dried Distillers Grains with Solubles, DDGS) fällt in einer Anlage zur Herstellung von Bioethanol auf Basis von stärkehaltigen Getreiden nach Trocknung des Abprodukts Schlempe an. Nach der Trocknung kann die Trockenschlempe pelletiert werden. Das so hergestellte lagerfähige Futtermittel wird als DDGS bezeichnet.
Aufgrund seines hohen Proteingehalts von teilweise bis zu 30 % und eines vorteilhaften Energiegehalts wird DDGS als Futtermittel für Nutztiere, vorzugsweise Milchkühe, verwendet. In Deutschland ist das DDGS als Futtermittel noch nicht großflächig verbreitet. Über den Einsatz von DDGS insbesondere bei der Verfütterung an Milchkühe kann auf ausführliche Praxiserfahrung aus den USA zurückgegriffen werden, wo das DDGS in großem Umfang zum Einsatz kommt. Weltweit stellt DDGS nach Soja und Raps das dritthäufigste Proteinfuttermittel für Nutztiere dar.
Preislich bewegt sich das DDGS bei 125 €/t (Stand November 2006). Mit nur kleinen Preisveränderungen ist zu rechnen, da das Angebot bei ansteigendem Bioethanolbedarf sich zwar vergrößert, aber dafür im Gegenzug die DDGS-Importe zurückgehen. Gleichzeitig lassen sich durch den Verkauf die Kosten für die Bioethanolherstellung drücken. Eine andere Möglichkeit zur Kostensenkung besteht darin, das DDGS in einem angeschlossenen Biomasseheizkraftwerk zu verbrennen.

## Inhaltsstoffe
Die Inhaltsstoffe können je nach Getreidequalität geringen Schwankungen unterworfen sein. 1 kg DDGS bei 90 % Trockenmasse enthält in etwa:
- 300 g Protein
- 65 g  Rohfaser
- 60 g  Fett